# Абитов, Фарух Махмутжанович
Фарух Махмутжанович Абитов (род. 4 декабря 1988, Кыргызстан) — киргизский футболист, защитник. Выступал за сборную Кыргызстана.

## Биография

### Клубная карьера
Начал выступать на взрослом уровне в 2003 году в высшей лиге Кыргызстана в составе ошского «Алая». Позднее играл за молодёжную сборную Кыргызстана, игравшую в высшей лиге на правах клуба, и за бишкекский «Мурас-Спорт».
С 2007 года играл за «Дордой», в его составе неоднократно становился чемпионом и призёром чемпионата Кыргызстана, обладателем Кубка страны. Победитель (2007) и финалист (2008, 2009, 2010) Кубка президента АФК. В 2010 году был признан лучшим защитником национального чемпионата. Выступал за «Дордой» до 2014 года.
В 2017 году числился в заявке бишкекской «Алги».

### Карьера в сборной
В составе олимпийской сборной Кыргызстана принимал участие в Азиатских играх 2006 года в Катаре.
В национальной сборной Кыргызстана дебютировал 28 марта 2009 года в матче против Непала, заменив на 80-й минуте Таланта Самсалиева. Участник Кубка вызова АФК 2010 года, сыграл на турнире 3 матча. Перед стартом Кубка вызова АФК 2014 года получил травму, из-за неё был вынужден пропустить турнир. Последний матч за сборную провёл 13 декабря 2014 года против Китая, появившись на поле на последней минуте.
Всего за сборную Кыргызстана в 2009—2014 годах сыграл 20 матчей, не забив ни одного гола.